# Renaissance-Hieroglyphe

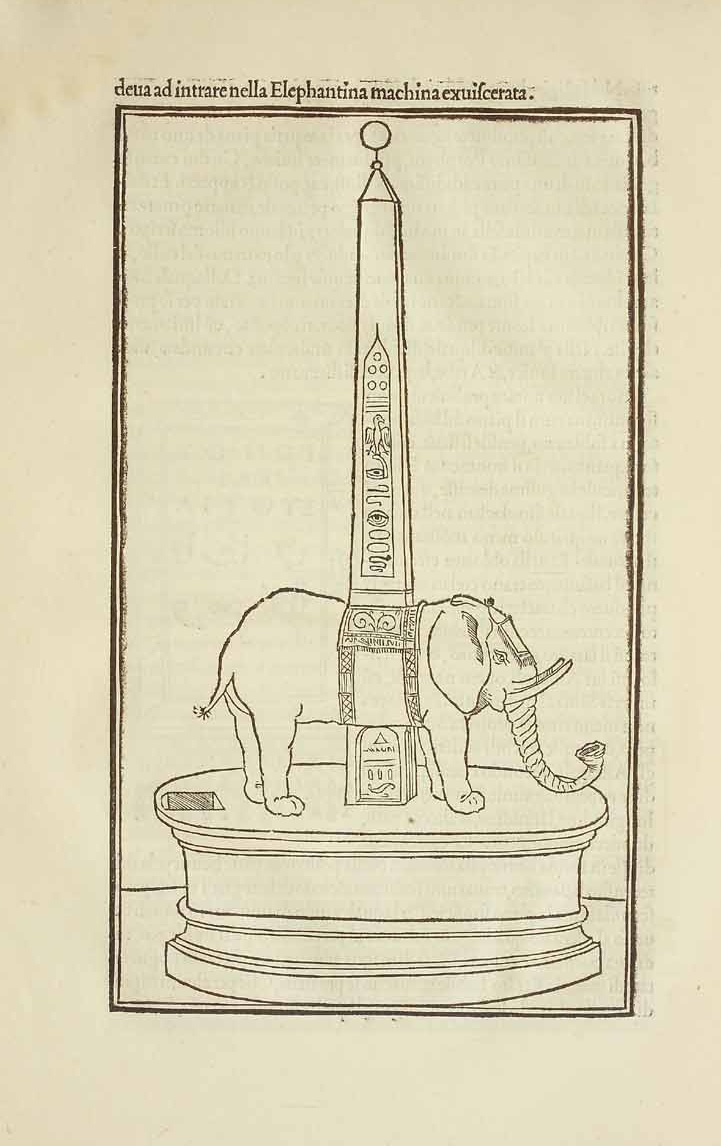
Elefantenobelisk. Holzschnitt. In: Anonym [Francesco Colonna]: Hypnerotomachia Poliphili. Aldus Manutius, Venedig 1499.

Die Renaissance-Hieroglyphik ist eine ideographisch konzipierte Bildersprache, die in der Frühen Neuzeit aus einem speziellen Verständnis der altägyptischen Hieroglyphenschrift entwickelt wurde.
Als piktographisches Zeichen repräsentiert eine Renaissance-Hieroglyphe den verbalen Begriff (verbum) einer abstrakten Idee durch bildliche Darstellung (signum) einer dem Begriff konventionalisiert zugeordneten Sache (res picta). Renaissance-Hieroglyphen werden daher nicht ausgelegt, sondern als Bilderschrift gelesen. Die semantische Zuordnung der einzelnen Bildmotive zu den damit repräsentierten Begriffen und deren syntaktische Verbindung zu Argumenten liegt dabei ganz beim Rezipienten. Um die einzelne res als signum dem repräsentierten verbum zuordnen und die Bildzeichen zu Aussagen verknüpfen zu können, muss der Adressat die Bedeutung der einzelnen Bildzeichen sowie die Regeln zu ihrer Verknüpfung kennen oder erkennen.
Die Renaissance-Hieroglyphik wurde als Rekonstruktion und Fortführung der altägyptischen Hieroglyphenschrift konzipiert, die hierbei allerdings verengend als eine rein ideographische Schrift verstanden wurde. Die ägyptischen Hieroglyphen galten dabei einerseits als Werk des ägyptischen Gottes Thot (später auf Griechisch Hermes Trismegistos genannt) und sollten daher nur durch Eingeweihte gelesen werden können. Andererseits nahm man an, dass die Zuordnung einer Sache (res) zu dem durch sie repräsentierten Begriff (verbum) in einer Hieroglyphe aufgrund einer gemeinsamen Eigenschaft von Sache und Begriff erfolgt sei, so dass Hieroglyphen bei besonderer intellektueller Begabung auch ohne Vorwissen erschlossen werden könnten. Auf diesem spezifischen Verständnis der altägyptischen Hieroglyphenschrift beruht die Spannung der Renaissance-Hieroglyphik zwischen einer konventionalisierten hermetischen Geheimschrift, deren Semantik und Syntax nur Eingeweihten zugänglich sei, und einer universellen Sprache, die grundsätzlich auch ohne Vorkenntnisse zugänglich sei und nach dem Prinzip der gemeinsamen Eigenschaften von Sache und Begriff um immer neue Hieroglyphen erweitert werden könne.

## Geschichte
Das Wissen, wie man die Schriftzeichen des Alten Ägypten verwendet und liest, war schon in der Spätantike weitgehend verlorengegangen. Erläuterungen zur Hieroglyphenschrift gab es allerdings etwa in Plutarchs (um 45 – um 125) Schrift Über Isis und Osiris oder in der Βιβλιοθήκη ἱστορική (griechisch Historische Bibliothek) des Diodorus Siculus (erste Hälfte des 1. Jahrhunderts vor Christus), und auch in Italien waren Hieroglyphen auf ägyptischen Altertümern zu sehen. 1422 gelangte zudem eine aus dem frühen 6. Jahrhundert nach Christus stammende griechische Fassung der Hieroglyphica, als deren Autor Horapollon galt, nach Florenz und wurde breit rezipiert. Hierauf beruht etwa eine Bemerkung zur Hieroglyphenschrift der Ägypter in dem zwischen 1443 und 1452 von Leon Battista Alberti verfasstem Traktat De re aedificatoria. Wohl als Empfehlung, diese Inschriften in der eigenen Gegenwart wiederzubeleben, beschreibt Alberti dort, die Ägypter hätten etwa „durch ein Auge Gott, durch ein Gesicht die Natur, durch eine Biene einen König, durch einen Kreis die Zeit, durch ein Rinde den Frieden“ bezeichnet, damit ihre Schrift anders als etwa die Schrift der Etrusker nicht in Vergessenheit geraten könne, da sie „auf der ganzen Welt von erfahrenen Leuten, denen ja allein man Wichtiges mitzuteilen habe, sehr leicht ausgelegt werden könne.“

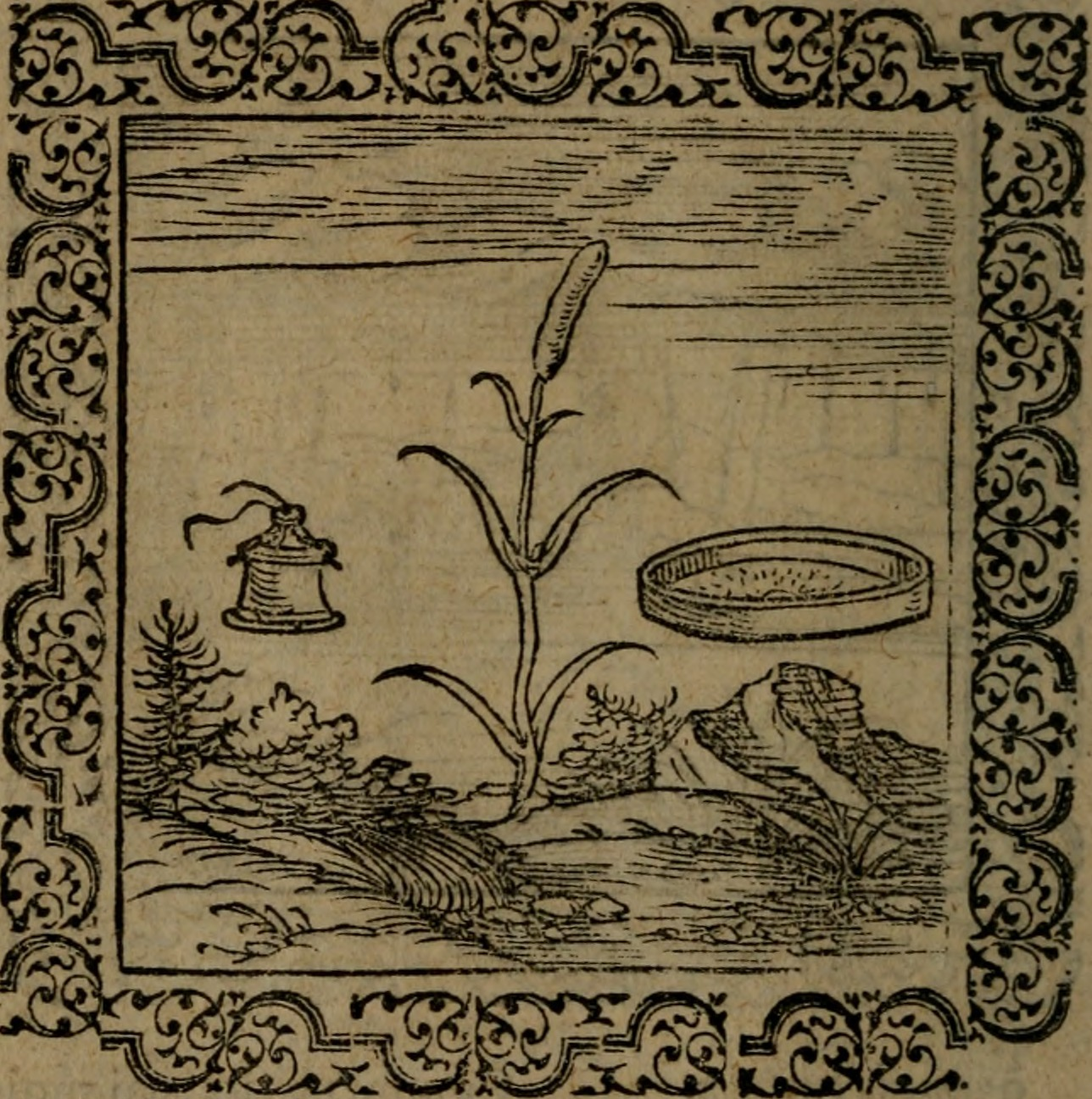
Hieroglyphe für das Schreiben von Hieroglyphen: Schilfrohr, Tintenfass und Sieb (aus Schilfrohr hergestellt, daher Zusammenhang zwischen Broterwerb und Schreiben aufzeigend). Holzschnitt. In: Horapoll: De sacris Aegyptiorum notis. Galeotus à Prato, & Ioannes Ruellius, Paris 1574, fol. 24^{v}.

1505 wurde der griechische Text der Horapoll zugeschriebenen Hieroglyphica in Venedig gedruckt. Nach der ersten lateinischen Übersetzung, die 1515 in Augsburg gedruckt und 1518 dort nachgedruckt wurde, kamen zahlreiche weitere Auflagen und Übersetzungen an verschiedenen Druckorten heraus. Die von Jean Cousin d. J. (1522–1595) entworfenen Holzschnitte der ersten illustrierten Ausgabe von 1543 wurden auch in die 1551 in griechischer und lateinischer Sprache ebenfalls in Paris gedruckte Ausgabe übernommen. Eine erste deutschsprachige Übersetzung wurde mit Illustrationen versehen und 1554 publiziert. Insgesamt erschien die Hierogplyhphica Horapolls im 16. Jahrhundert in mehr als 30 Neuausgaben, Übersetzungen und Nachdrucken.
Die Horapoll zugeschriebene Hieroglyphica gibt vor, die ägyptischen Hieroglyphen zu entschlüsseln. Tatsächlich zeugt dieser Text von einer rudimentären Kenntnis der ägyptischen Hieroglyphenschrift und geht wohl auf den Kreis der von ihren authentischen Quellen weitgehend entfremdeten späten Priesterschaft des alten Ägypten zurück. Die einzelnen Hieroglyphen, die eigentlich zwar großenteils als phonetische Zeichen zu lesen sind, zugleich aber immer auch Bilder sind, „die im etymographischen Sinne lesbar sind und den Betrachter auf einen Begriff hinführen, der ihnen auf symbolische, allegorische und darüber hinaus auch rätselhafte und geheimnisvolle Weise zugrundeliegt,“ deutet die Hieroglyphica hierzu vollständig als Elemente einer reinen Bilderschrift, die ein göttlich inspiriertes uraltes Geheimwissen überliefere.
Zur Entwicklung und Verbreitung der Hieroglyphik als einer eigenen Bildsprache der Renaissance trug besonders die anonym erschienene und Francesco Colonna (1433/1434–1527), einem Dominikanermönch, zugeschriebene Hypnerotomachia Poliphili bei, ein sprachlich und inhaltlich höchst komplexer, oft rätselhafter, romanhafter Text. Nach der Erstausgabe 1499 in Venedig wurde das mit 172 Holzschnitten illustrierte Werk zunächst nur wenig beachtet, fand dann aber in der Neuauflage von 1545 weite Verbreitung in ganz Europa. In zahlreichen Holzschnitten waren hier rätselhafte Renaissance-Hieroglyphen zu sehen, die der Text dann dechiffrierte und hinsichtlich der Regeln ihrer Bildgrammatik als Bilderschrift ausführlich erläuterte.
Mit der Hieroglyphik glaubten die Renaissance-Humanisten über die Inhalte und das System einer Bilderschrift zu verfügen, dessen antike Autorität die Sinnbildlichkeit von Bildern insgesamt einschließlich der ungebrochenen Übernahme spätantiker und mittelalterlicher Symbolsysteme legitimieren zu können schien. Die Renaissance-Hieroglyphik ist daher eng mit der Entstehung der frühneuzeitlichen Impresen und Embleme verbunden. Die Hieroglyphik bot eine Art Geheimschrift, ein Bilderverzeichnis, das allen Zeichen einen magisch-symbolischen Deutungshorizont zuschrieb. Zahlreiche dieser Bildmotive und Deutungen übernahmen europäische Humanisten aus diesem Fundus in ihre eigene hieroglyphische Gestaltungspraxis und in die Formulierung und Deutung von Symbolen, Allegorien, Personifikationen, Impresen und Emblemen. Insbesondere die Hypnerotomachia Poliphili lieferte dem Erfinden und Deuten von Emblemen nicht nur ein reiches Symbolrepertoire, sondern bot auch einen nachvollziehbaren Regelkanon für die syntaktische Verknüpfung einzelner Symbole zu komplexen Argumenten sowie eine Verankerung der eigenen Sinnbildpraxis in einem vermeintlich uralten Geheimwissen. Im Verlauf des 16. Jahrhunderts wurde die Renaissance-Hieroglyphik zu einer umfassenden Bedeutungskunde mit einer Vielfalt von Bedeutungsmöglichkeiten für alle Arten von Gegenständen ausgebaut. Die Gattungsgrenze zwischen Hieroglyphe, Symbol und Allegorie löste sich dabei zunehmend auf. Hervorzuheben ist hier besonders Piero Valerianos (eigentlich Giovanni Pietro Bolzani, 1477–1558) Hieroglyphica von 1556 mit 245 Holzschnittillustrationen zu den einzelnen Bildzeichen. In 35 Übersetzungen und Neuausgaben wuchs die Zahl der Hieroglyphen dort bis 1678 auf 300 an, die sich schließlich auf 58 Bücher zu jeweils einem Gegenstandsbereich verteilten. Noch umfangreicher war dann das Hieroglyphenrepertorie des Mondo simbolico des Filippo Picinelli (1604–1667) von 1653.

## Beispiele

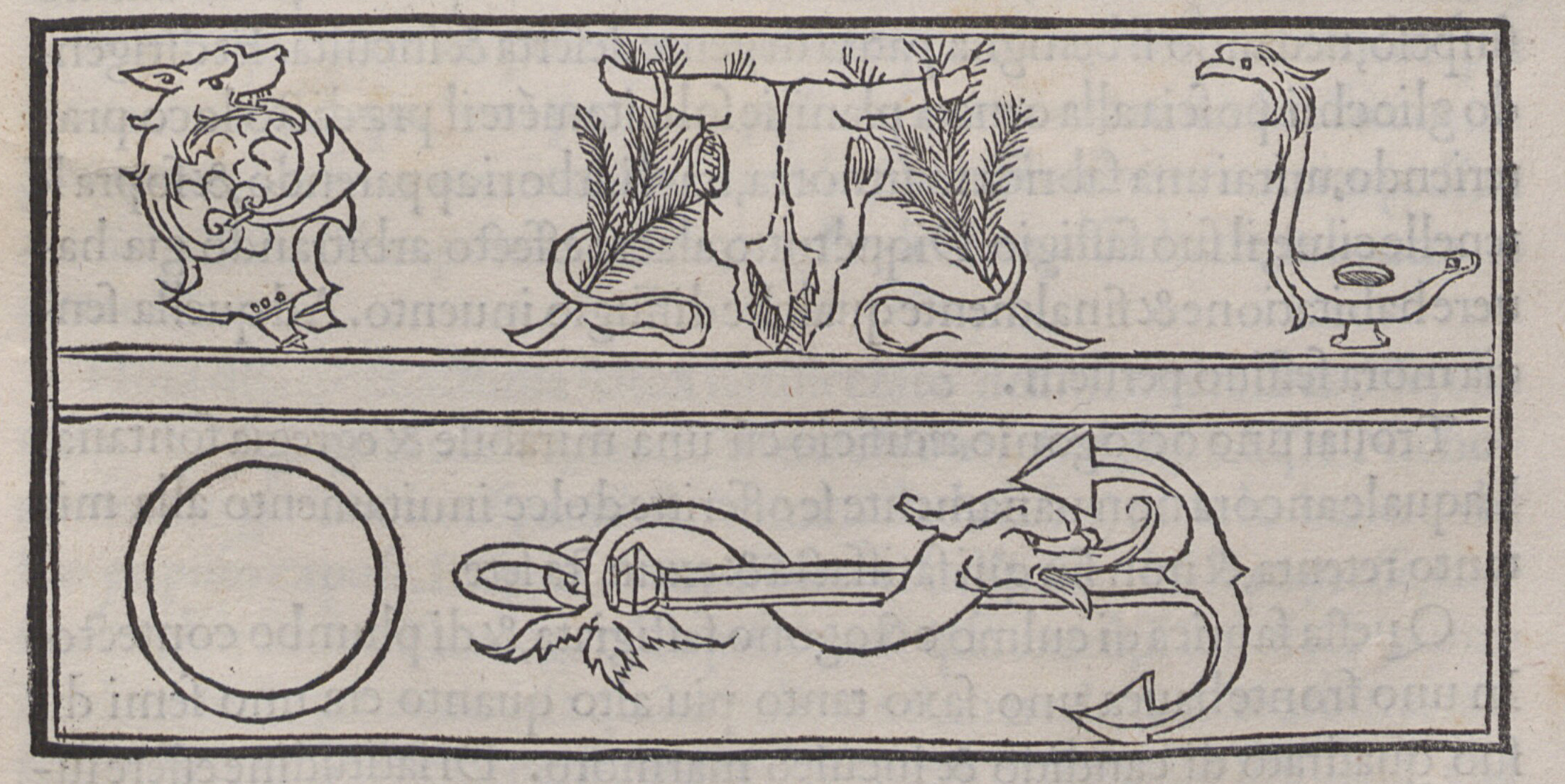
Anonym [Francesco Colonna]: „Geduld ist Schmuck, Schirm und Schutz des Lebens.“ – „Eile stets mit Weile.“ Reliefs mit Renaissance-Hieroglyphen, Holzschnitt. In: Ders: Hypnerotomachia Poliphili. Aldus Manutius, Venedig 1499, s. p. [fol. 31^{r}].

In Francesco Colonnas Hypnerotomachia Poliphili von 1499 werden zwei Reliefs mit Renaissance-Hieroglyphen von einem Brückengeländer beschrieben, in einem Holzschnitt dargestellt und übersetzt. Die einzelnen Bildzeichen bedeuten demnach: geschmückter Stierschädel = Geduld, die geehrt wird; Helm = Schmuck und Schutz; Lampe = Leben; Ring = Ewigkeit; Anker = Ruhe; Delphin = Eile. Daraus ergeben sich zwei Sätze: „Patientia ornamentum, custodia et protectio vitae.“ – „Semper festina tarde.“ (Deutsche Übersetzung: „Geduld ist Schmuck, Schirm und Schutz des Lebens.“ – „Eile stets mit Weile.“).
Ein frühes Beispiel für eine komplexe Anwendung der Renaissance-Hieroglyphik sind zwei Fresken von vor 1503, die Giorgione (1478–1510) zugeschrieben werden. Der Deckenfries befindet sich an den beiden Langseiten einer Sala in der Casa Pellizzari in Castelfranco Veneto, die der Maler wohl als Bibliothek und Atelier nutzte. Der gesamte Deckenfries mit der Darstellung zahlloser Gegenstände aus unterschiedlichsten Sachzusammenhängen, zwischen denen einige wenige Texttafeln mit kurzen Devisen Deutungshinweise geben, soll wohl als hieroglyphischer Text gelesen werden. Die Erörterung beginnt mit dem methodisch reflektierten astronomisch/astrologischen Nachweis einer Störung der kosmischen Ordnung, aus der himmlischer Zorn Krieg sendet. Dem steht eine antiheroische Kritik am Krieg und die Aufforderung gegenüber, stattdessen gegen die eigenen moralischen Schwächen zu kämpfen und durch Musik und Malerei die Harmonie des Kosmos wiederherzustellen.
Albrecht Dürer (1471–1528) besaß ein Exemplar der Hypnerotomachia Poliphili. Ein Blatt mit llustrationen zu einer Abschrift der lateinischen Übersetzung der Hieroglyphica des Horapollo, die der Humanist Willibald Pirckheimer 1512 im Auftrag Kaiser Maximilians I. (1459–1519) anfertigte, veranschaulicht folgende Hieroglyphen (von oben nach unten): Hund mit Stola = Magistratsbeamter oder Richter mit königlicher Stola (da Hunde angeblich konzentriert auf Götterbilder schauten, wie vermeintlich Richter den König in seiner Nacktheit betrachteten); sitzender Pferdewärter mit Stab in der Hand = Tempelwächter (da Tempel von Pferdewärtern bewacht worden seien); Sitzender, der eine Sanduhr zu verschlingen versucht = Wahrsager (dargestellt ein Zeitenesser, da sich die Mahlzeiten bei Menschen nach bestimmten Stunden richteten; als Zeichen für Wahrsager, da diese Horoskope zu bestimmten Zeitpunkten erstellten); Flammen neben einem Bottich mit Wasser = Reinheit (da durch Feuer und Wasser alles gereinigt wird).
Prominent eingesetzt wurde die Renaissance-Hieroglyphik etwa in dem Monumentalholzschnitt der von dem Hofhistoriographen Johannes Stabius (1468–1522) unter Mitwirkung Pirckheimers konzipierten, von Dürer entworfenen und gemeinsam mit einigen anderen Graphikern realisierten Ehrenpforte Kaiser Maximilians I. von 1515. Am Kuppeltambour ist dort ein von Stabius als Misterium (Geheimnis) bezeichnetes hieroglyphisches Bildnis Maximilians I. zu sehen, das den Kaiser umgeben von zahlreichen hieroglyphischen Bildzeichen zeigt, die erhabene Eigenschaften des Kaisers benennen und zusammen als Gesamtargument ein panegyrisches Lob auf den Kaiser bilden (Basilisk auf der Krone = unsterblicher Ruhm; Papyrusbündel auf dem Sitz = alte Abstammung; Hund mit Stola = Güte; Löwe unter den Füßen = Stärke; Kranich mit Stein = Wachsamkeit; Szepter mit Schlange = Herrscher über einen großen Teil der Welt; Hahn = Sieg über den französischen König; Füße, die aus den Wolken kommen und im Wasser stehen = Unmöglichkeit – das alles wurde für unmöglich gehalten).

## Bedeutende Bücher der Renaissance-Hieroglyphik
- Anonym [Francesco Colonna]: Hypnerotomachia Poliphili. Aldus Manutius, Venedig 1499 (Digitalisat in Münchener DigitalisierungsZentrum).
- Horapollon: ΙΕΡΟΓΛΥΦΙΚΑ [Hieroglyphica]. In: Vita, & Fabellae Aesopi cum interpretatione latina […]. Aldus Manutius, Venedig 1505, S. 121–140 (Digitalisat in InternetArchive).
- Horapollon: Hieroglyphicon. Lateinische Übersetzung von Willibald Pirckheimer, um 1510, Manuskript, mit Zeichnungen nach Albrecht Dürer. Wien, Nationalbibliothek, Inv-Nr. Cod. 3255 HAN MAG (Digitalisat in Österreichische Nationalbibliothek).
- Horapollon: Hieroglyphica. lateinische Übersetzung von Filippo Fasianino, Bologna 1517 (Digitalisat in Münchener DigitalisierungsZentrum).
- Horapollon: De la signification des notes hieroglyphiques des Aegyptiens. Jacobus Kerver, Paris 1543 (Digitalisat in Gallica).
- Francesco Colonna: La Hypnerotomachia di Poliphilo. Aldus Manutius, Venedig 1545 (Digitalisat in Internet Archive).
- Horapollon: Hieroglyphika. Herausgegeben von Jean Mercier. Jacobus Kerver, Paris 1551 (Digitalisat in Internet Archive).
- Horapollon: Bildschrift. Oder Entworffne Wharzeichen. Übersetzung von Johannes Herold. In: Johannes Herold: Heydenweldt und irer Götter anfängklicher ursprung. Heinrich Petri, Basel 1554, S. 85–130 (Digitalisat in Herzog August Bibliothek Wolfenbüttel).
- Piero Valeriano: Hieroglyphica Sive De Sacris Aegyptiorum Literis Commentarii. Michael Isengrin, Basel 1556 (Digitalisat in Münchener DigitalisierungsZentrum).
- Horapollon: De sacris Aegyptiorum notis. Galeotus à Prato, Johannes Ruellius, Paris 1574 (Digitalisat in Münchener DigitalisierungsZentrum).